# John T. Scopes
John Thomas Scopes (Paducah, 1900. augusztus 3. – Shreveport, 1970. október 21.) tanár volt Daytonban, Tennessee államban, akit 1925. május 5-én azzal vádoltak, hogy megsértette Tennessee Butler-törvényét, amely tiltja az emberi evolúció tanítását a tennessee-i iskolákban. A Scopes-per néven ismert ügyben bűnösnek találták, és 100 dollár pénzbírsággal sújtották (ami 2024-ben 1793 dollárnak felel meg).

## Fiatalkora
1900-ban született Thomas Scopes és Mary Alva Brown gyermekeként, akik a Kentucky állambeli Paducahban éltek egy farmon. John volt az ötödik gyermekük és egyetlen fiuk. A család az Illinois állambeli Danville-be költözött, amikor tizenéves volt. 1917-ben az illinoisi Salembe költözött, ahol a Salem Közösségi Középiskola 1919-es osztályába járt.
Rövid ideig az Illinois-i Egyetemre járt, majd egészségügyi okokból abbahagyta. A Kentucky Egyetemen szerzett diplomát 1924-ben, jogi szakon, mellékszakon geológiából.
Scopes a Tennessee állambeli Daytonba költözött, ahol a Rhea megyei középiskola futballedzője lett, és időnként helyettesítő tanárként dolgozott.

## A per
Scopes bevonása a perbe azután történt, hogy az Amerikai Polgári Szabadságjogok Uniója (ACLU) bejelentette, hogy finanszírozza a Butler-törvény alkotmányosságát vitató próbaperét, ha talál egy olyan Tennessee-i tanárt, aki hajlandó vádlottként fellépni.
A Tennessee állambeli Dayton üzletembereinek egy csoportja, különösen George Rappleyea mérnök és geológus, úgy vélte, hogy ez lehetőséget ad arra, hogy reklámot szerezzenek a városuknak, és Rappleyea beszélt Scopes-szal, és kijelentette, hogy bár a Butler-törvény tiltja az emberi evolúció tanítását, az állam megköveteli a tanároktól, hogy a kijelölt tankönyvet, George William Hunter Civic Biology (1914) című könyvét használják, amely tartalmaz egy fejezetet az evolúcióról. Rappleyea azzal érvelt, hogy a tanároknak így lényegében meg kellett szegniük a törvényt. Amikor megkérdezték egy tesztesetről, Scopes kezdetben vonakodott részt venni benne. Némi vita után azt mondta a Robinson's Drugstore-ban összegyűlt csoportnak: „Ha be tudják bizonyítani, hogy evolúciót tanítottam, és hogy vádlottnak minősülhetek, akkor hajlandó vagyok bíróság elé állni”.
Mire a tárgyalás megkezdődött, a védelemben Clarence Darrow, Dudley Field Malone, John Neal, Arthur Garfield Hays és Frank McElwee vett részt. A Tom Stewart politikus által irányított vád csapatában a testvérek, Herbert Hicks és Sue K. Hicks, Wallace Haggard, az apa-fia páros, Ben és J. Gordon McKenzie, valamint William Jennings Bryan és William Jennings Bryan Jr. voltak. Az idősebb Bryan beszélt Scopes középiskolai diplomaosztóján, és emlékezett rá, hogy a vádlott nevetett, amikor hat évvel korábban beszédet mondott a végzősöknek.
1925. július 21-én bűnösnek találták, és Scopes-t 100 dollárra (ami 2024-ben 1793 dollárnak felel meg) büntették. Az ügyet megfellebbezték Tennessee Legfelsőbb Bíróságánál. A Grafton Green főbíró által írt 3-1-es határozatban a Butler-törvényt alkotmányosnak ítélték, de a bíróság hatályon kívül helyezte Scopes elítélését, mivel a bíró állapította meg a bírságot az esküdtszék helyett. A Butler-törvény 1967. május 18-ig volt hatályban, amikor Tennessee állam törvényhozása hatályon kívül helyezte.
Lehet, hogy Scopes ártatlan volt abban a bűncselekményben, amelyhez a nevét fűzik. A tárgyalás után William Kinsey Hutchinson riporternek bevallotta: „Nem sértettem meg a törvényt”, azzal magyarázva, hogy kihagyta az evolúciós leckét, és hogy tanítványait az ügyvédeik felkészítették hamis tanúvallomásra; a daytoni üzletemberek azt feltételezték, hogy ő sértette meg a törvényt. Hutchinson csak azután nyújtotta be a történetét, hogy 1927-ben elbírálták a Scopes-fellebbezést.
1955-ben a tárgyalást az Inherit the Wind című színdarab dolgozta fel, amelyben Clarence Darrow karakterét Paul Muni, Ed Begley pedig William Jennings Bryan karakterét alakította. 1960-ban a darab filmváltozatában Spencer Tracy alakította Darrow-t, Fredric March pedig Bryant.
A színdarab és a film is jelentősen megváltoztatja a tényeket. Bertram Cates karakterét például úgy mutatják be, hogy az osztályban letartóztatják, börtönbe zárják, a megvadult, gonosz és tudatlan városlakók elégetik a képmását, és egy prédikátor gúnyolódik rajta. Matthew Harrison Brady karaktere, egy már-már komikus fanatikus, drámai módon meghal „hasfájás” miatt, miközben megpróbálja elmondani összefoglalóját egy kaotikus tárgyalóteremben. A Tennessee állambeli Daytonban egyik eset sem történt meg a tárgyalás alatt.

## Élete a per után

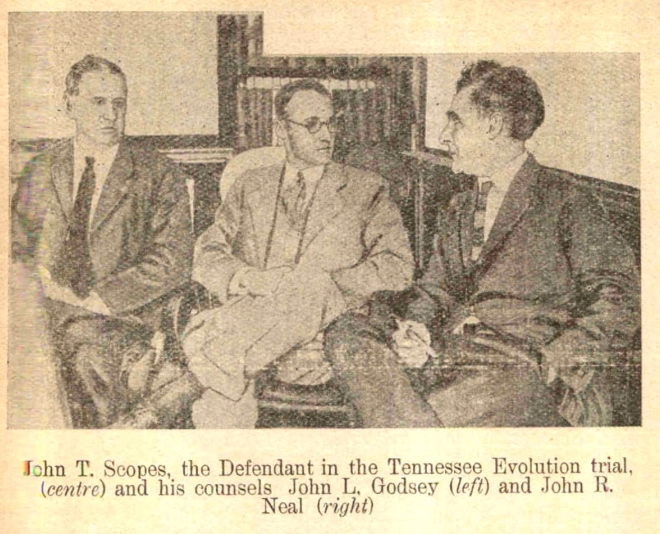
c. 1925.

A majomper eredményei szakmailag és személyesen is hatással voltak Scopesra. A következő években animációs filmek, karikatúrák és más médiumok gúnyolták a közvéleményben kialakult képét. Scopes maga is nagyrészt kerülte a nyilvánosságot.
1925 szeptemberében beiratkozott a Chicagói Egyetem végzős iskolájába, hogy befejezze geológiai tanulmányait (ahol mesterdiplomát szerzett). A sajtó zaklatására utaló bizonyítékokat Frank Thorne említette: „Talán érdekli önöket, hogy az evolúcióellenes per hírében álló John T. Scopes úr idén ősszel a chicagói egyetem végzős hallgatójaként geológia szakon fog tanulni... Kérem, tegyenek meg mindent, amit tudnak, hogy megvédjék őt a chicagói riporterek tolakodásaitól.... Ő egy szerény és egyszerű fiatalember, és sokkal több rivaldafénynek van kitéve, mint amennyit szeretne.” A sajtóban is megjelentek a hírek. Egy évvel később, a Tennessee Legfelsőbb Bíróság 1926-os döntése arra késztette a sajtót, hogy ismét Scopes ügyével foglalkozzon. Ez idő alatt azt írta Thorne-nak: „Elegem van abból, hogy bolondot csináljak belőlük”. Nyilvánvaló, hogy a média figyelme érzelmileg is hatással volt Scopesra.
Sőt, a nagy gazdasági világválság is hatással volt a karrierjére. A diploma megszerzése után Tennessee-ben „el volt zárva” a karrierlehetőségektől, ami arra kényszerítette őt és feleségét, hogy 1930 körül áttelepüljön gyermekkori otthonába, Kentuckyba.
Miután az oktatásban kudarcot vallott, Scopes megpróbált politikai karriert építeni, és a Szocialista Párt jelöltjeként sikertelenül indult az Egyesült Államok képviselőházába Kentucky egyetlen nagyvárosi kongresszusi kampányában, 1932 folyamán. Végül Scopes olajszakértőként dolgozott a United Production Corporationnek, a későbbi United Gas Corporationnek. Először a texasi Beeville-ben dolgozott, majd 1940-ig a vállalat houstoni irodájában, később pedig a louisianai Shreveportban, ahol haláláig maradt. A United Gas 1968 folyamán beolvadt a Pennzoil nevű vállalatba.
Scopes részt vett az Inherit The Wind 1960-as bemutatóján, és részt vett a John T. Scopes-nap megünneplésében is.
Scopes és a tárgyalás története 1960. október 10-én szerepelt a To Tell The Truth című televíziós vetélkedő egyik epizódjában.
1967 júniusában Scopes megírta a Center of the Storm: Memoirs of John T. Scopes (A vihar középpontja: John T. Scopes emlékiratai) című könyvet. A Butler-törvényt ugyanebben az évben hatályon kívül helyezték.

## Magánélete és halála
Scopes feleségül vette Mildred Elizabeth Scopes-t (született Walker) (1905-1990). Együtt két fiuk született.
1970. október 21-én, 70 éves korában halt meg rákban a louisianai Shreveportban.

## További olvasmányok
Könyv
- The World's Most Famous Court Trial, Tennessee Evolution Case; A Complete Stenographic Report of the Famous Court Test of the Tennessee Anti-Evolution Act, at Dayton, July 10 to 21, 1925, Including Speeches and Arguments of Attorneys. Cincinnati, Ohio: National Book Company (1925). ISBN 9781886363311

Web
- Famous Trials in American History: Tennessee vs. John Scopes. [2015. február 9-i dátummal az eredetiből archiválva]. (Hozzáférés: 2009. február 13.)

## Fordítás
- Ez a szócikk részben vagy egészben  a   John T. Scopes című angol Wikipédia-szócikk fordításán alapul.  Az eredeti cikk szerkesztőit annak laptörténete sorolja fel. Ez a jelzés csupán a megfogalmazás eredetét és a szerzői jogokat jelzi, nem szolgál a cikkben szereplő információk forrásmegjelöléseként.